# Bothriospora corymbosa
Bothriospora corymbosa är en måreväxtart som först beskrevs av George Bentham, och fick sitt nu gällande namn av Joseph Dalton Hooker. Bothriospora corymbosa ingår i släktet Bothriospora och familjen måreväxter. Inga underarter finns listade i Catalogue of Life.